# Gmelina vitiensis
Gmelina vitiensis là một loài thực vật thuộc họ Lamiaceae. Đây là loài đặc hữu của Fiji.